# Френц, Рудольф Фердинандович
Рудольф Фердинандович (Фёдорович) Френц (1831—1918) — русский живописец немецкого происхождения, вольный общник и академик Императорской Академии художеств. Живописец охотничьих сцен. Отец художника Рудольфа Френца.

## Биография
Родился в 1831 году в Берлине, в 1854 году окончил Берлинскую академию художеств. В 1857 году переехал в Санкт-Петербург, где писал портреты на заказ. Среди его работ — портреты великих князей Николая Николаевича и Владимира Александровича, других членов российской императорской фамилии. Был известен как художник-анималист. Присвоено звание почётного вольного общника Императорской Академии художеств (1885). Присвоено звание академика (1912).
Скончался 24 декабря 1918 года.

## Работы

Примеры работ Р. Ф. Френца
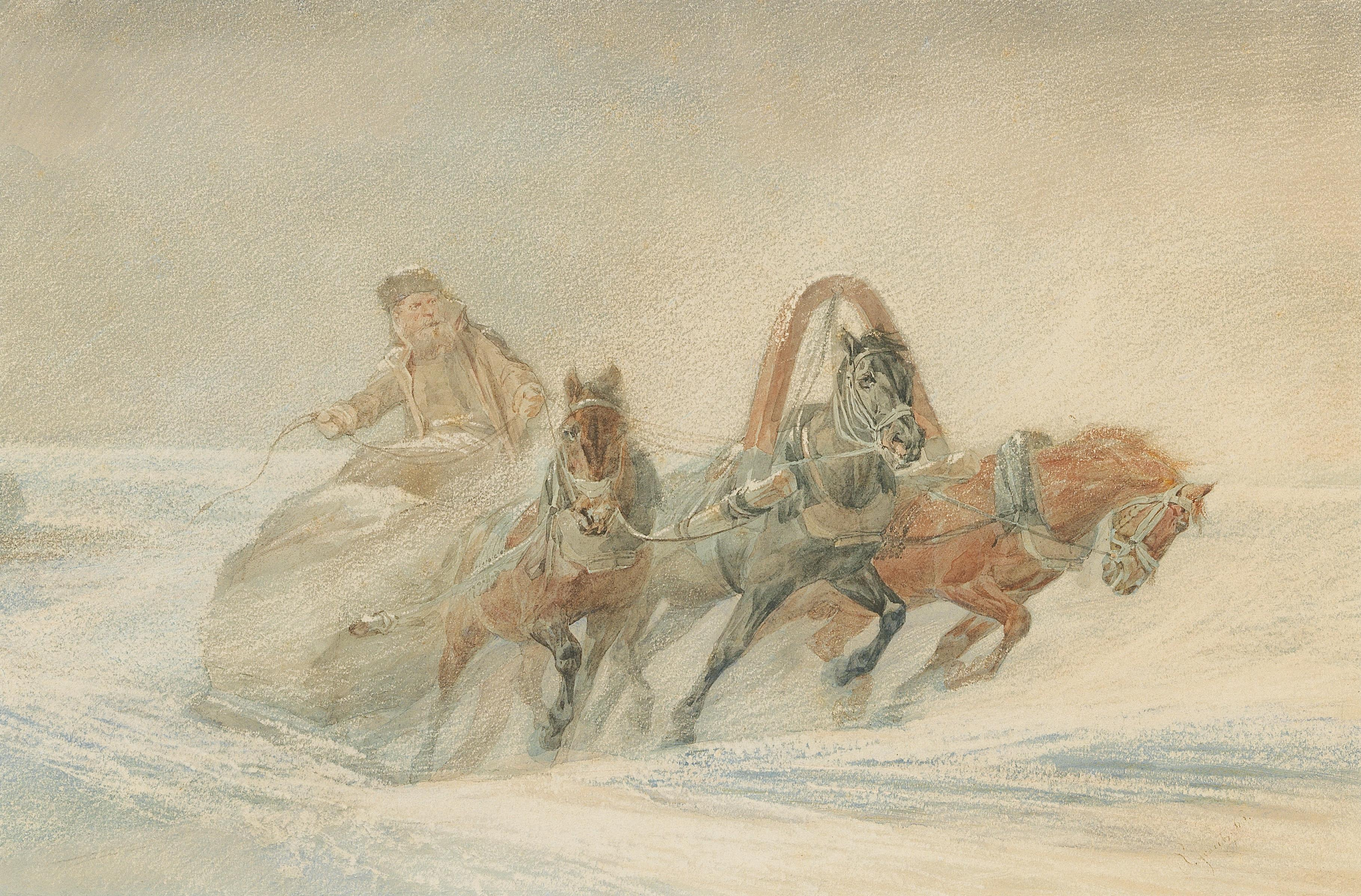
Русская тройка на снегу (1869)
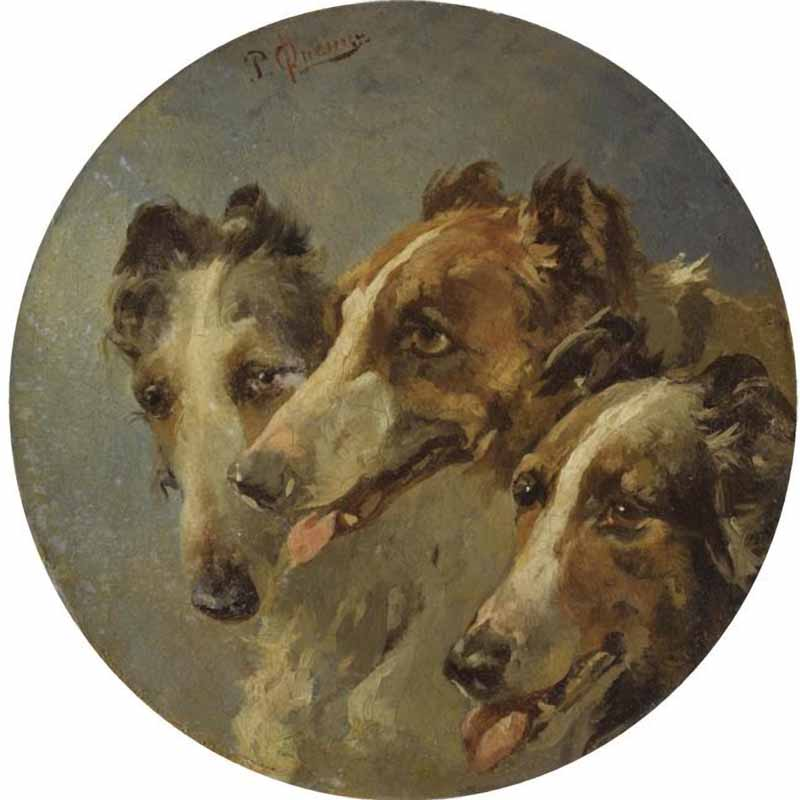
Три гончих (1872)
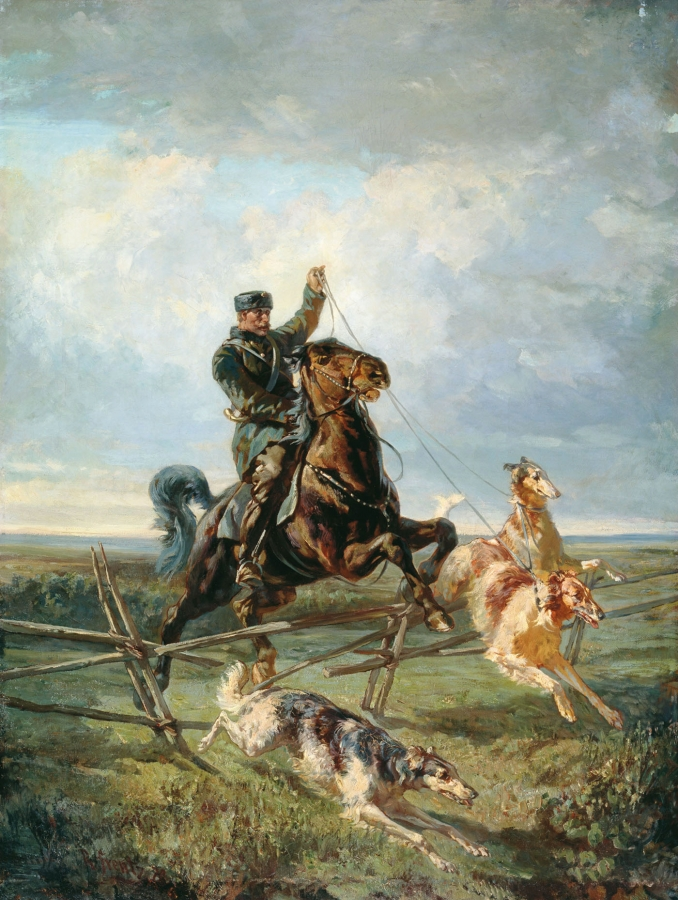
Егерь с тремя борзыми (1872)

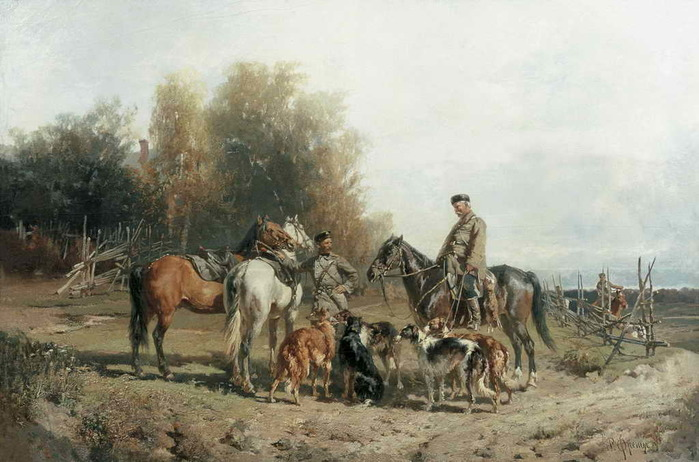
На охоту[3] (1887)
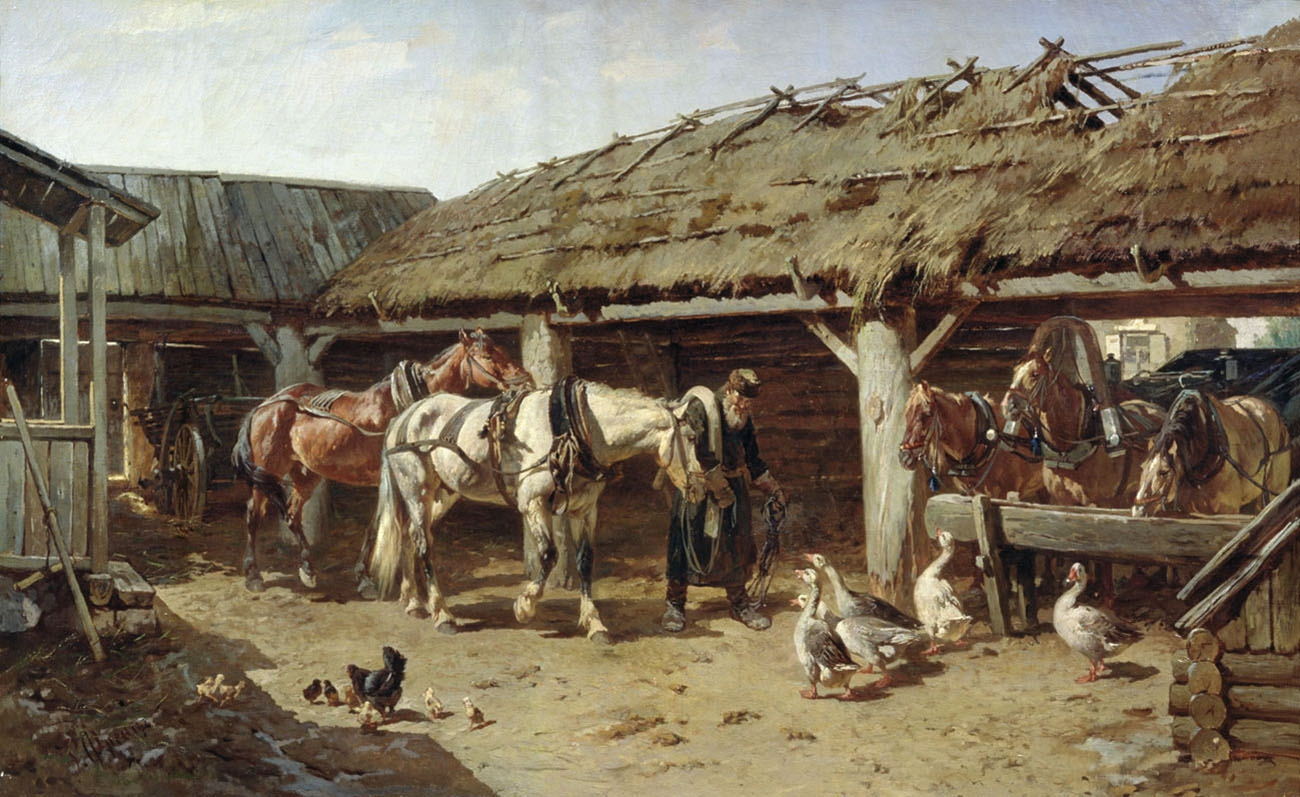
На постоялом дворе
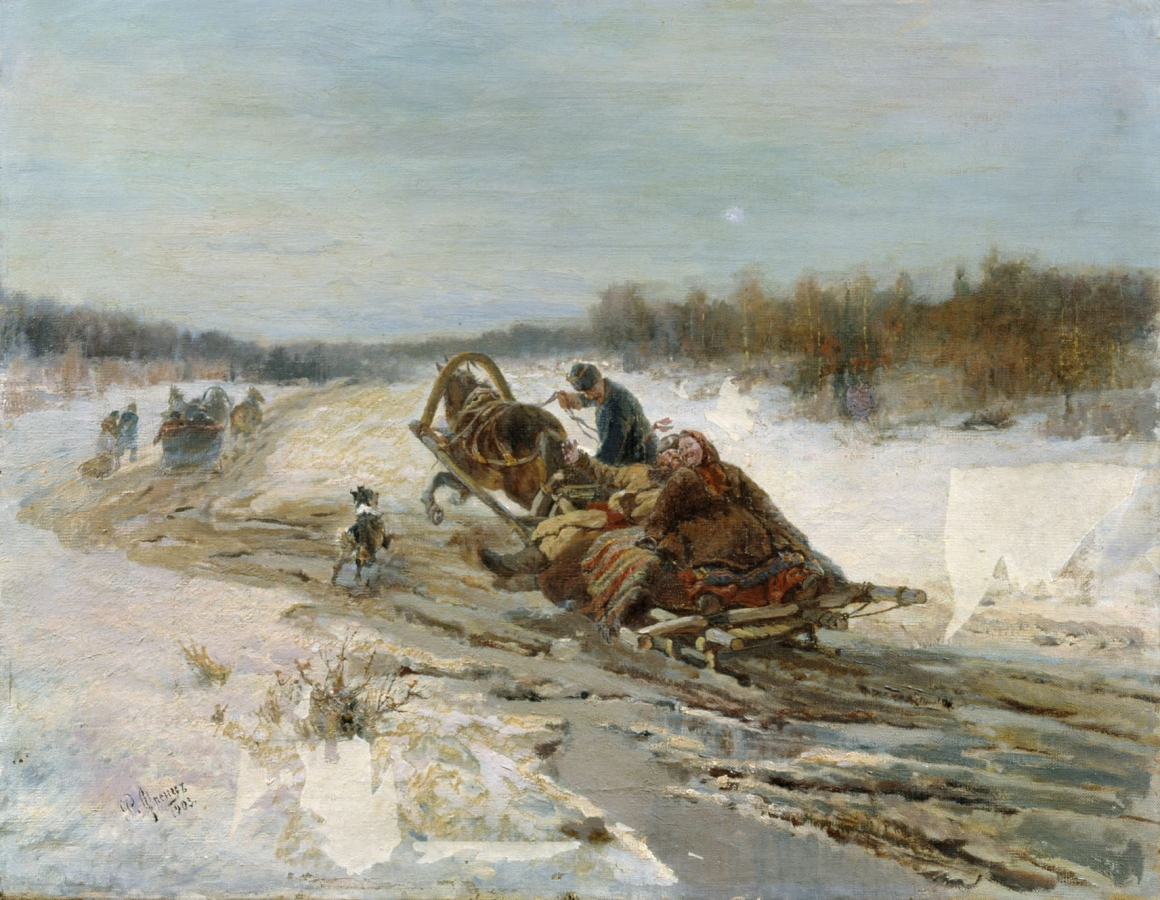
Масленица (1903)
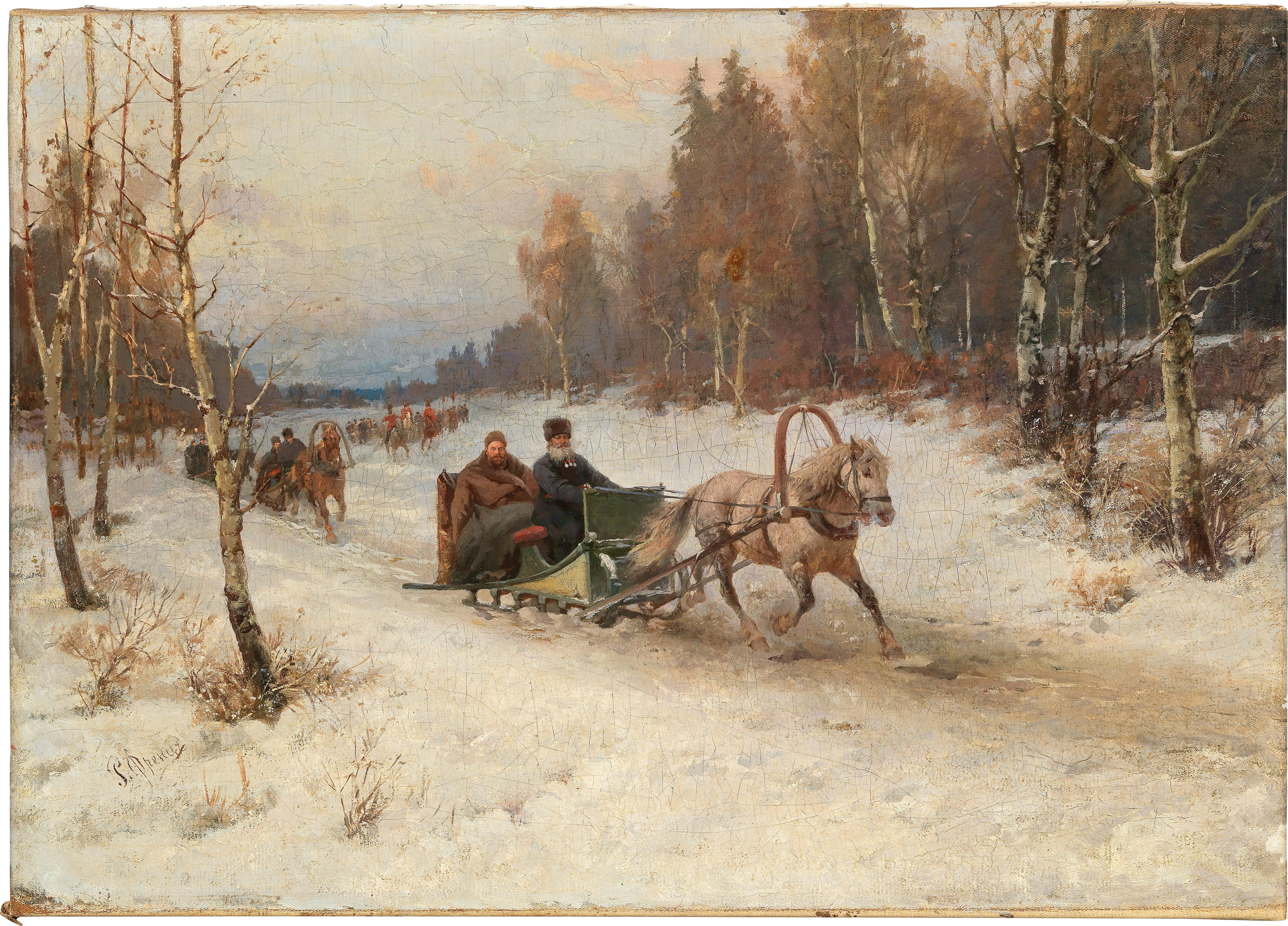
Катание на санях зимой (около 1917)